# Lindsay Falls
Die Lindsay Falls sind ein Wasserfall im Fiordland-Nationalpark auf der Südinsel Neuseelands. Er liegt im Lauf des Roaring Burn unterhalb des Omanui / McKinnon Pass. Seine Fallhöhe beträgt rund 10 Meter. Etwas weiter stromaufwärts befinden sich die Dudleigh Falls.
Die dritte Tagesetappe des Milford Track zwischen der Mintaro Hut und der Dumpling Hut führt direkt am Wasserfall vorbei.